# The Great Impersonation (film 1921)
The Great Impersonation è un film muto del 1921 diretto da George Melford.
La sceneggiatura si basa sul romanzo omonimo di E. Phillips Oppenheim che venne dato alle stampe nel 1920: il doppio ruolo del baronetto inglese e della spia tedesca, protagonista della storia, fu interpretato da James Kirkwood.

## Trama
Sir Edward Dominey e il barone tedesco Leopold von Ragastein sono praticamente identici. I due si sono conosciuti all'università, quando frequentavano Oxford, e ora si sono ritrovati in Africa. Ragastein è comandante delle truppe tedesche, mentre Dominey si trova in Africa perché sospettato in patria di aver ucciso un uomo. Ragastein progetta di utilizzare la grande somiglianza con il baronetto britannico per prenderne il posto, così da presentarsi a Londra sotto le sue spoglie per spiare gli inglesi.
Così, quando il supposto Dominey è di ritorno in patria, la sua venuta provoca alcune alterazioni nel comportamento di sua moglie, lady Rosamund, già affetta da turbe psichiche. Chi riconosce subito Ragastein è una sua ex amante, la principessa Eiderstrom, che complotta con lui contro il governo britannico. Poi, però, insieme a Schmidt, un'altra spia, lo accusa di aver violato l'etica nazionale. Si scoprirà che il vero Ragastain è morto, ucciso in Africa da Sir Dominey quando questi ha scoperto il piano del tedesco. E che, quindi, l'uomo che si è presentato come Dominey è sempre stato il vero baronetto. Anche i suoi problemi con la moglie vengono risolti quando si scopre che l'uomo della cui uccisione Dominey era stato accusato in precedenza, è invece vivo e ha finto con lady Rosamund - per tutto quel tempo -  di essere un fantasma, tentando di farla impazzire.

## Produzione
Il film fu prodotto dalla Famous Players-Lasky Corporation.

### Altre versioni
L'autore del romanzo The Great Impersonation da cui è tratto il soggetto del film, fu E. Phillips Oppenheim.
La storia del sosia che diventa il protagonista di una vicenda di spionaggio ambientata ai tempi della prima guerra mondiale, fu adattato per lo schermo altre due volte. La versione del 1935, distribuita in Italia, prese il titolo Lotta di spie (il regista era Alan Crosland e gli interpreti principali Edmund Lowe e Valerie Hobson). Nel 1942, la nuova versione di The Great Impersonation fu diretta da John Rawlins e interpretata da Ralph Bellamy e Evelyn Ankers.

## Distribuzione
Distribuito dalla Famous Players-Lasky Corporation e dalla Paramount Pictures, il film - presentato da Jesse L. Lasky - uscì nelle sale cinematografiche statunitensi il 9 ottobre 1921. Venne distribuito anche in Finlandia il 26 dicembre 1923